# Lee Wai Sze
Lee Wai Sze (kinesiska: 李慧詩), född 12 maj 1987 i Hongkong, är en hongkongsk cyklist som tog OS-brons i keirin vid de olympiska cyklingstävlingarna 2012 i London. 
Bronsmedaljen var 
- Hongkongs första medalj i olympiska sammanhang sedan silvret i bordtennisdubbel 2004 i Aten
- Hongkongs första medalj i cykling vid olympiska sommarspelen
- Hongkongs första bronsmedalj någonsin
- Hongkongs enda medalj i olympiska sommarspelen 2012
- Hongkongs tredje olympiska medalj någonsin